# Геомагнитная буря 2012 года
Геомагнитная буря 2012 года — необычно мощный корональный выброс массы Солнца, который имел место 23 июля 2012 года. Из-за собственного вращения Солнца, породившая выброс активная область не была направлена непосредственно на Землю и сопутствующая вспышке геомагнитная буря была обусловлена только побочным влиянием этого выброса.
Согласно измерениям космической обсерватории НАСА STEREO-A, которая производила измерения на гелиоцентрической орбите на удалении от Земли и оказалась в районе выброса, его сила соответствовала магнитуде «Солнечного супершторма» 1859 года. Также как и в случае геомагнитной бури XIX века, основной вспышке предшествовали несколько вспышек меньшей магнитуды.